# 산나차로
산나차로(이탈리아어: San Nazzaro)는 이탈리아 캄파니아주 베네벤토도의 코무네다. 나폴리로부터 북동쪽 60km 베네벤토로부터 남동쪽 12km 거리에 위치해있다.